# しぇいけんBABY! -Shakespeare Syndrome-
『しぇいけんBABY! -Shakespeare Syndrome-』（しぇいけんベイビー! シェイクスピア・シンドローム）は、フジテレビで2010年1月3日の26:00 - 27:00に放送されたドラマ。

## 概要
大学のシェイクスピア研究会（「シェイ研」）を舞台に、個性的なメンバーたちによる等身大の姿を描いた青春群像劇。フジテレビ以外の系列局では、さくらんぼテレビで同時ネットを実施。テレビ西日本でも、2010年1月5日の25:10 - 26:10に放送された。
ちなみにフジテレビでは、当番組の地上波放送を柱に「しぇいけんBABY!プロジェクト」を立ち上げ。今後は、ネット配信、スピンオフ企画、舞台化などの展開も視野に入れているとされる。公式サイトでは、当番組の放送直後からDVDの発売を告知。2010年1月下旬には、映像化を前提に続編を撮影した（一部出演者の公式ブログより）。しかしいずれも、現在までに実現の目処は立っていない。

## キャスト
- 小田垣ヒロシ（20） - 山本裕典
- 瀬尾桜子（19） - 佐々木希
- 山岡リュータ（20） - 溝端淳平
- 志摩エイタ（21） - 大東俊介
- 荒居薫子（21） - 杉本有美
- 秋吉アケミ（20） - 遠藤舞
- 海野アズサ（19） - 藤井美菜
- 真田桃絵（19） - 鈴木ちなみ
- 斉藤雪姫（19） - 池田夏希
- 渡辺松子（20） - 中村アン
- 藤井小百合（21） - 鈴木蛍（sherry）
- 三池ルリ子（21） - 大久保麻理子
- 須藤シュン（20） - 石田剛規
- 茶谷コウジ（25） - 板倉チヒロ
- 鹿取タクヲ（21） - 柄本時生
- 妖精パック - 土屋巴瑞季

## スタッフ
- 企画：宅間秋史、永山耕三
- 脚本：宮嶋僚子
- エグゼクティブプロデューサー：内田耕一
- プロデューサー：佐佐敏行、小泉守・古草昌実（トータルメディアコミュニケーション）
- 演出：永山耕三、田中峰弥（トータルメディアコミュニケーション）
- 制作協力：トータルメディアコミュニケーション